# Mayo (Tailândia)
Mayo (em tailandês: ปะนาเระ) é um distrito da província de Pattani, no sul da Tailândia. É um dos 12 distritos que compõem a província. Sua população, de acordo com dados de 2012, era de 56 808 habitantes, e sua área territorial é de 216,1 km².